# Msza C-dur (KV 317)
Msza C-dur "Krönungs-Messe" ("koronacyjna") – missa brevis (msza krótka) na czterogłosowy chór mieszany, orkiestrę  i organy (nr 14) KV 317. Została skomponowana 23 marca 1779 w Salzburgu przez Mozarta.
Msza Koronacyjna skomponowana została na użytek katedry w Salzburgu, przypuszczalnie z okazji świąt Wielkiej Nocy, a nie - jak wcześniej sądzono − z okazji koronacji cudownego obrazu Matki Boskiej w Maria-Plain niedaleko Salzburga. Wykonano ją także (lub mszę C-dur KV 337) w trakcie uroczystości koronacyjnych cesarza Leopolda II na króla Czech 6 września 1791 roku w Pradze.
Nieskomplikowana, przejrzysta budowa, homofoniczne prowadzenie głosów chóralnych przy takich walorach jak świeżość motywów melodycznych i bardzo dobre brzmienie zadecydowały, że obok Requiem i motetu Exsultate, jubilate należy do najczęściej wykonywanych utworów kościelnych Mozarta.
Z myślą o mszy Koronacyjnej Mozart skomponował sonatę kościelną C-dur KV 329.
1. KYRIE (Andante maestoso – Piu andante – Maestoso come prima)
2. GLORIA (Allegro con spirito)
3. CREDO (Allegro molto – Adagio – tempo primo)
4. SANCTUS (Andante maestoso)
5. BENEDICTUS (Allegretto)
6. AGNUS DEI (Andante sostenuto – Andante con moto − Allegro con spirito)

Obsada: Sopran, Alt Tenor, Bas, 4-głosowy chór mieszany, 2 skrzypiec, bas, 2 oboje, 2 rogi, 2 trąbki, 3 puzony, kotły, organy
Autograf mszy znajduje się zbiorach Biblioteki Jagiellońskiej w Krakowie.